# Hypomachilodes
Hypomachilodes es un género de pececillos de cobre (Archaeognatha) en la familia Meinertellidae. Existen por lo menos dos especies descriptas en  Hypomachilodes.

## Especies
Las dos especies que pertenecen al género Hypomachilodes son:
- Hypomachilodes forthaysi Packauskas & Shofner, 2010
- Hypomachilodes texanus Silvestri, 1911